# Laurent Capdevielle
Pour les articles homonymes, voir Capdevielle.
Pas d'image ? Cliquez ici

a Compétitions nationales et continentales officielles uniquement.

Laurent Capdevielle, né le 14 janvier 1981 à Oloron-Sainte-Marie, est un ancien joueur de rugby à XV évoluant au poste de troisième ligne centre.
Il est aujourd'hui le président de Pyrénées Rugby Seven (PR7), créée à l’époque où il jouait à Oloron en 2003, et qui résulte d’une initiative de joueurs dont la majorité étaient salariés chez Total, partenaire de l’association, en vue d’aller disputer le Dubaï Rugby Sevens. Yannick Vignette qui lui aussi jouait à Oloron (il entraîne aujourd’hui l'UCS), avait été chargé de constituer une équipe de jeunes du Béarn et avait fait appel à pas mal de joueurs de cette génération.

## Clubs successifs
- École de rugby de Buzy-Arudy
- 1996-2001 : Section paloise
- 2001-2006 : FC Oloron
- 2006-2008 : FC Lourdes
- 2008-2012: Avenir de Bizanos

## Palmarès
- Champion Gauderman Cadet 1998
- Champion de France Reichel 2000
- Champion de France Reichel 2001
- Champion de France Universitaire 2000 avec l'UPPA
- Champion de France Taddéï 2000 avec le Béarn
- Champion d'Europe Universitaire 2001 avec l'UPPA
- International -19 ans : Champion du monde en avril 2000 en France.
- International -21 ans.
- Vice-champion de France Fédérale 1 2005 avec Oloron contre Colomiers.